# 熱帶風暴寶霞 (2000年)
熱帶風暴寶霞（英語：Tropical Storm Bopha，國際編號：0015，聯合颱風警報中心：24W，菲律賓大氣地球物理和天文管理局：Ningning）為2000年太平洋颱風季第十五個被命名的風暴。「寶霞」一名由柬埔寨提供，是花卉名稱及女性名稱。

## 發展過程
9月4日6時，一熱帶低氣壓在呂宋東部海面上生成。初時向西方移動，後來在9月6日進行一次逆時針方向轉動，轉為向西北西方向移動。18時，該熱帶低氣壓在大東群島以南增強為熱帶風暴，並命名為寶霞。9月8日，寶霞橫過沖繩島南部。9月9日，寶霞再一次逆時針方向轉動，轉為向南移動，並横過西表島。9月9日晚上至9月10日早上，寶霞保持熱帶風暴的強度，經過台灣以東。9月10日23時，寶霞登陸卡加延省聖安娜附近。9月11日0時，寶霞減弱為熱帶低氣壓。18時，完全消散。

## 影響

### 臺灣
當地發佈最高熱帶氣旋警告信號：海上陸上颱風警報

## 熱帶氣旋警告使用記錄

### 臺灣
| 中央氣象局 颱風警報 | 中央氣象局 颱風警報 | 中央氣象局 颱風警報 |
| ------------------- | ------------------- | ------------------- |
| 上一熱帶氣旋        | 海上颱風警報        | 下一熱帶氣旋        |
| 中度颱風巴比侖      | 海上颱風警報        | 中度颱風雅吉        |
| 中度颱風巴比侖      | 陸上颱風警報        | 中度颱風雅吉        |

## 外部連結
- （日語）日本氣象廳首頁 （页面存档备份，存于）
- （英文）聯合颱風警報中心首頁 （页面存档备份，存于）
- （简体中文）中央氣象台首頁
- （繁體中文）中央氣象局首頁 （页面存档备份，存于）
- （繁體中文）香港天文台首頁 （页面存档备份，存于）
- （繁體中文）澳門地球物理暨氣象局首頁 （页面存档备份，存于）